# Melanitis zitenius
Melanitis zitenius är en fjärilsart som beskrevs av Herbst 1796. Melanitis zitenius ingår i släktet Melanitis och familjen praktfjärilar. Inga underarter finns listade i Catalogue of Life.

## Bildgalleri

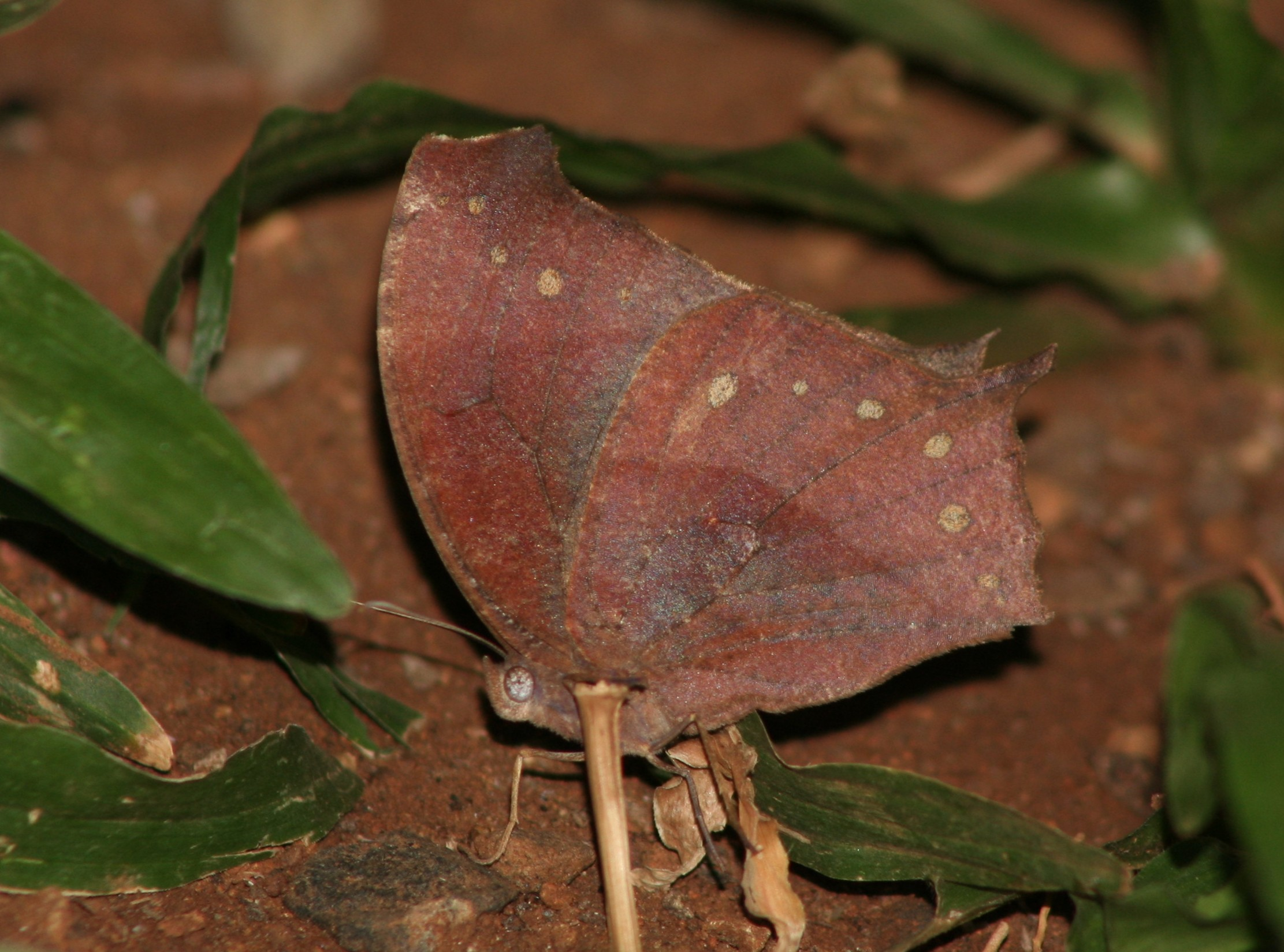
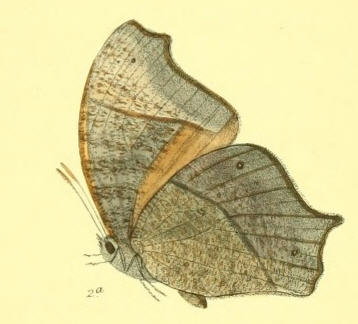
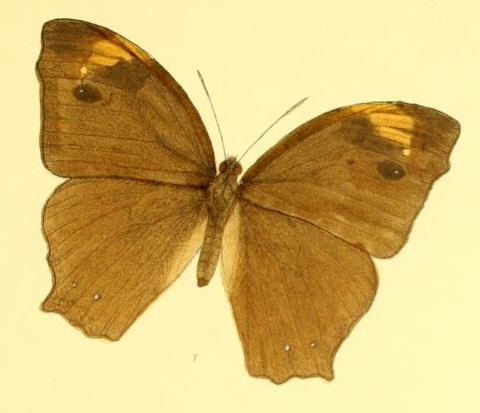
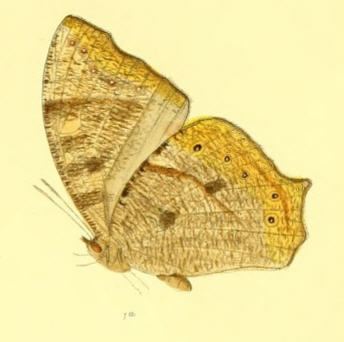
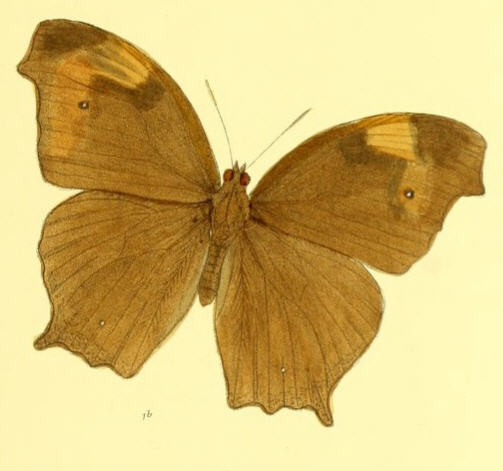
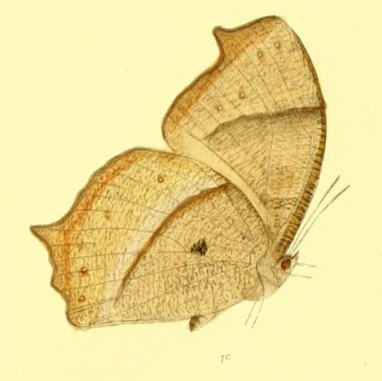